# Borislaw Bojanow

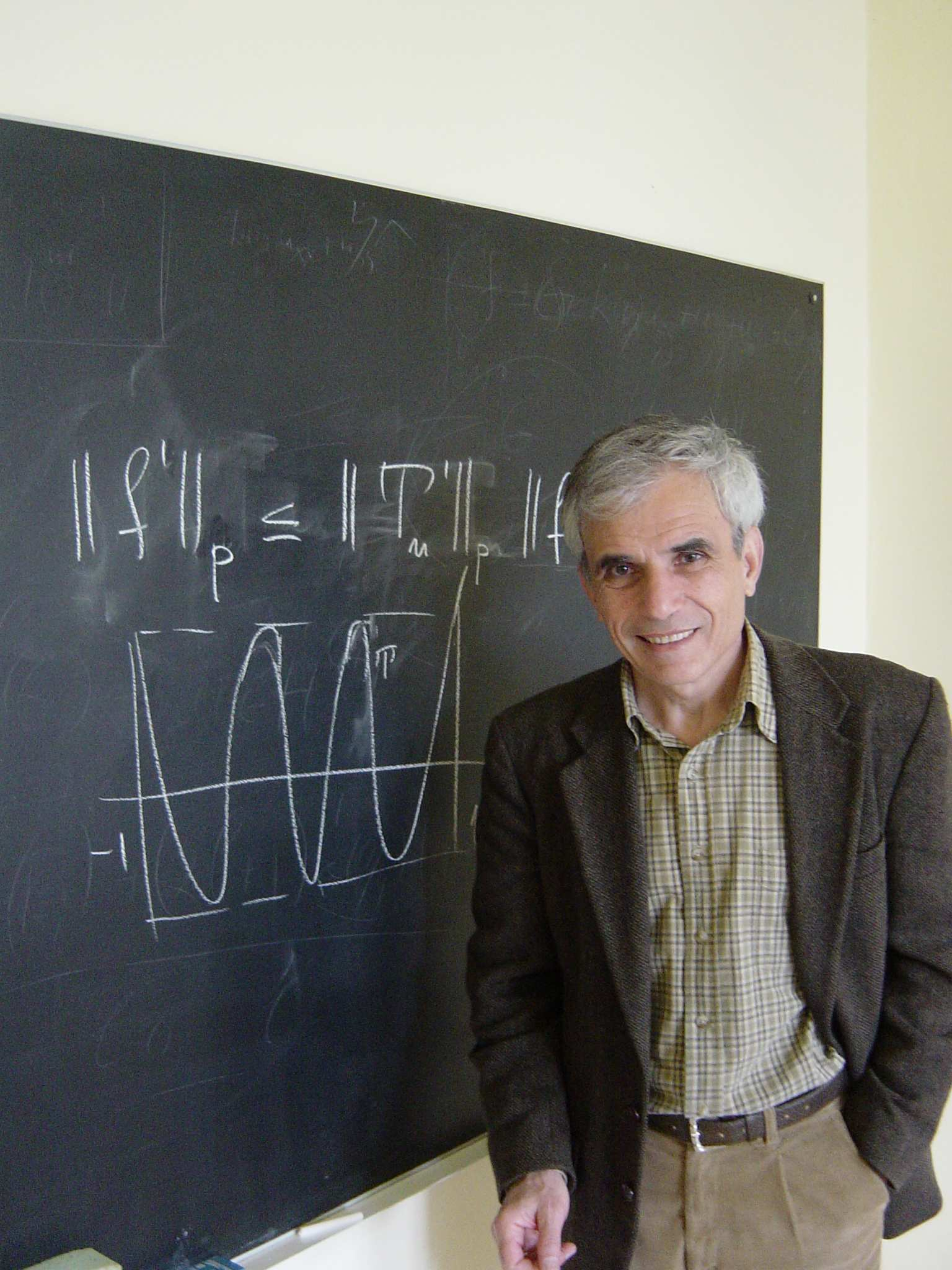
Borislaw Detschew Bojanow

Borislaw Detschew Bojanow (bulgarisch Борислав Дечев Боянов, englisch Borislav Delchev Boyanov; * 18. November 1944 in Schemschewo, Bezirk Weliko Tarnowo, Bulgarien; † 8. April 2009 in Sofia) war ein bulgarischer Mathematiker und Hochschullehrer.

## Ausbildung und Beruf
Bojanow studierte Mathematik von 1962 bis 1965 an der Universität Sofia und von 1965 bis 1968 an der Universität Breslau, Polen. Während seines Studiums spezialisierte er sich auf Informatik. Dann setzte er sein Studium von 1971 bis 1972 an der Lomonossow-Universität Moskau fort. Er promovierte 1975 an der Universität Sofia bei Blagowest Sendow und Nikolai Sergejewitsch Bachwalow mit einer Arbeit zum Thema Optimal Recovery of Functions and Functionals und habilitierte sich 1981.
Bojanow arbeitete von 1970 bis 1977 an der Universität Sofia als wissenschaftlicher Assistent. 1977 wurde er ebenda zum außerordentlichen und 1985 zum ordentlichen Professor berufen.
Bojanow war Leiter der Abteilung Numerische Methoden und Algorithmen. Von 2003 bis 2007 war er Dekan der Fakultät für Mathematik und Informatik der Universität Sofia.

## Forschungsinteressen
Bojanow forschte auf dem Gebiet der Numerischen Mathematik, der Spline-Interpolation, der Näherungsverfahren, der Gauß-Quadratur, der Numerischen Integration und über Extremalprobleme für Polynome.

## Mitgliedschaften, Ämter, Engagement
Bojanow war Mitherausgeber des Journals of Approximation Theory und Gründer und erster Chefredakteur des East Journal on Approximations.
Er ging als Gastdozent an mehrere ausländische Universitäten, darunter die Universität Montreal, die Universität von Texas und die Columbia University (1986). Außerdem lud er viele ausländische Wissenschaftler zu Vorträgen nach Bulgarien ein.
Bojanow trug zur positiven Wahrnehmung von Mathematik und Informatik in der bulgarischen Öffentlichkeit bei. Er gehörte zu den Gründern der Fakultät für Mathematik und Informatik an der Universität Weliko Tarnowo. Im Jahr 2006 initiierte er in Weliko Tarnowo die nationale Mathematikolympiade. Außerdem schuf er ein offenes Mathematik-Turnier, an dem jeder ohne Altersbeschränkung teilnehmen kann.

## Preise, Auszeichnungen
1991 wurde Bojanow zum korrespondierenden und 1997 zum ordentlichen Mitglied der Bulgarischen Akademie der Wissenschaften gewählt.
Nach dem Tod Bojanows wurde für ihn im Park der Fakultät für Mathematik und Informatik der Universität Sofia ein Denkmal⊙ errichtet. Schöpfer der Büste ist der Bildhauer Vanyo Kolev.
Eine weitere Gedenktafel für Bojanow⊙ befindet sich in Veliko Tarnovo auf dem „Walk of Fame“ neben der Boris-Denev-Kunstgalerie.

## Familie
Bojanow stammte aus einer Familie, die sich im Kampf für die politische Befreiung Bulgariens von der osmanischen Herrschaft in den 1870er Jahren engagiert hatte. Sein Vater war Priester. Bojanow war verheiratet und hatte drei Söhne.

## Veröffentlichungen (Auswahl)

### Bücher, als Autor
- Лекции по числени методи (bulgarisch), DARBA, Sofia 1998 online
- Mit  Amayak Akopyan, B. Sahakian: Spline Functions and Multivariate Interpolations, Springer, 1993, ISBN 978-0-7923-2229-0
- Mit Amayak Akopyan: Теория на Сплайн функциите (bulgarisch), Nauka i Izkustvo, Sofia 1990.
- Mit Андрей Андреев, Стефка Димова, Райчо Лазаров, Маргарита Николчева: Сборник от задачи и теореми по числени методи (bulgarisch), Наука и изкуство, София 1986
- Interpolation (bulgarisch), Narodna Prosveta, Sofia 1984.
- Методи за приближено пресмятане на интеграли (bulgarisch), Nauka i Izkustvo, Sofia 1978

### Bücher, als Herausgeber
- Constructive Theory of Functions: Varna 2005, Marin Drinov Academic Publishing House, Sofia, 2006, ISBN 978-954-322-144-8
- Mit  D. L. Dimitrov (Herausgeber), Dimitar K. Dimitrov (Herausgeber): Approximation Theory: A Volume Dedicated to Borislav Bojanov, Akademicno Izdatelstvo, 2004, ISBN 978-954-322-038-0
- Constructive Theory of Functions: Varna 2002, DARBA, Sofia, 2003, ISBN 954-90126-6-2
- Approximation Theory: A volume dedicated to Blagovest Sendov, DARBA, Sofia, 2002 ISBN 954-90126-5-4online
- Open Problems in Approximation Theory, CST Publishing, Singapore, 1994.
- Mit Henryk Woźniakowski: Optimal Recovery: Proceedings of the Second International Symposium on Optimal Algorithms Varna, May 29–June 2, 1989, Nova Science Publishers, Inc., New York, 1992, ISBN 978-1-56072-016-4

### Artikel (Auswahl)
- Mit Nikola Naidenov: On oscillating polynomials, 2010, Journal of Approximation Theory, Volume 162 online
- Mit Guergana Petrova: Quadrature formula for computed tomography, 2010, Journal of Approximation Theory, Volume 162 online
- Mit Yuan Xu: On polynomial interpolation of two variables, 2003, Journal of Approximation Theory, Volume 120 online
- Best one-sided L1-approximation by blending functions, Duisburg: UD, Fachbereich Mathematik, 1999, DNB 956286879
- An extension of the Pizzetti formula for polyharmonic functions, Duisburg: UD, Fachbereich Mathematik, 1998, DNB 954514734
- σ-Perfect splines and their application to optimal recovery problems, 1987, Journal of Complexity, Volume 3 online